# Susa (editorial)
Susa és una editorial del País Basc amb seus a Zarautz, Pamplona i Larrabetzu fundada el 1983. Ha publicat autories com ara Gabriel Aresti, Xabier Lizardi, Amets Arzallus, Pako Aristi, Idurre Eskisabel, Harkaitz Cano, Koldo Izagirre, Eider Rodriguez, Miren Agur Meabe i Juanjo Olasagarre, entre d'altres.